# Bedellia somnulentella
Bedellia somnulentella — вид лускокрилих комах родини Bedelliidae.

## Поширення
Досить поширений вид. Трапляється в Європі, Азії, Північній Америці, Австралії та Океанії. Присутній у фауні України.

## Опис

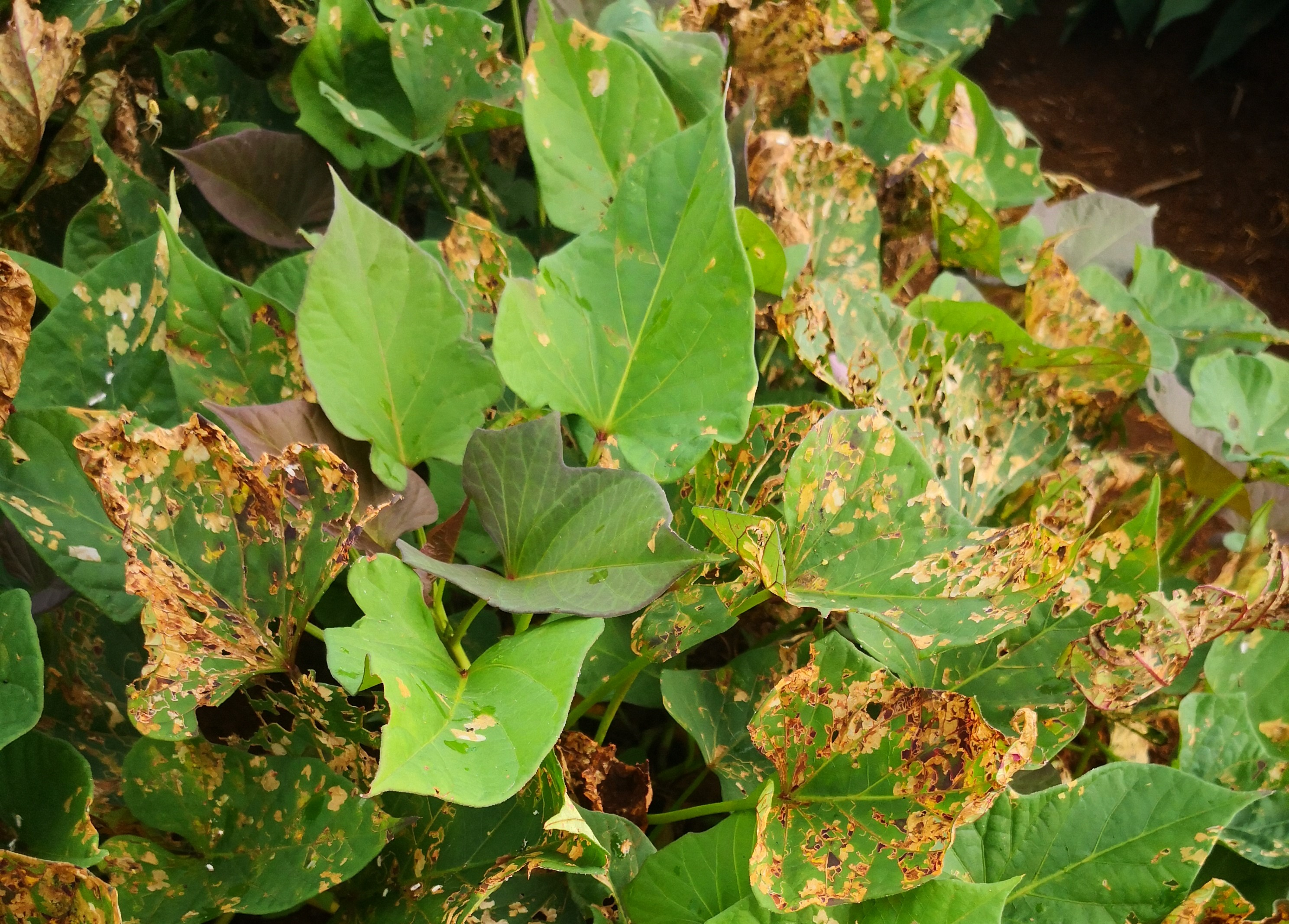
Листя батата, пошкоджене личинками Bedellia somnulentella

Розмах крил імаго становить 8-10 мм. Гусениця завдовжки до 10 мм, зеленого кольору з 3 червоними смужками.

## Спосіб життя
Личинки живляться листям Calystegia pubescens, Calystegia sepium, Convolvulus althaeoides, Convolvulus arvensis, Convolvulus siculus, Convolvulus tricolor, Ipomoea batatas та Ipomoea purpurea. Вони мінують листя рослини-господаря. Шахта починається як вузький звивистий коридор з центральною фрасовою лінією. Пізніше личинки залишають шахту і живляться ззовні. Заляльковування відбувається поза листям. Лялечка кріпиться до рослини без кокона.